# Kamienica przy ul. Św. Filipa 18 w Krakowie
Kamienica przy ul. Filipa 18 - budynek mieszczący się na rogu ulicy św. Filipa z Rynkiem Kleparskim 1 w Krakowie w dzielnicy Stare Miasto w sąsiedztwie Akademii Sztuk Pięknych i Politechniki Krakowskiej. 
Aktualnie w obiekcie mieści się Hotel Indigo i restauracja Filipa 18.

## Historia

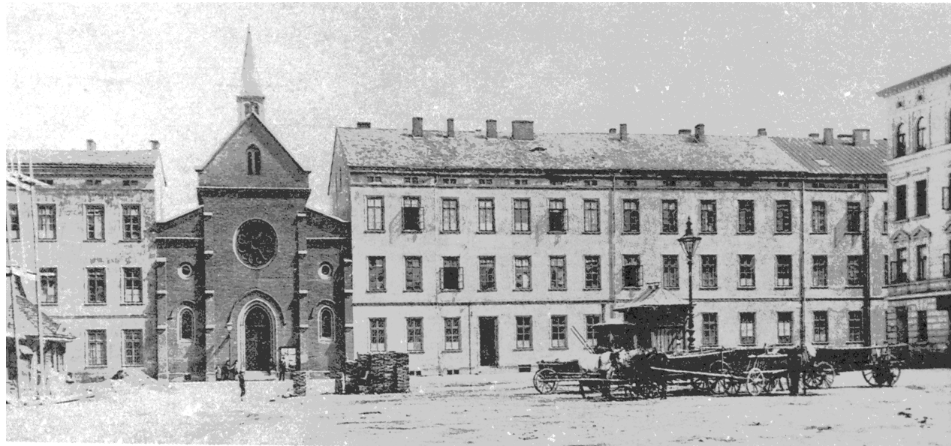
Widoczna elewacja boczna od strony Rynku Kleparskiego 1, stan z końca XIX wieku

W latach 1887 – 1888 przy ul. Św. Filipa 18 / Rynek Kleparski 1, wzniesiona została okazała kamienica narożna, utrzymana w stylu dojrzałego historyzmu. Wybudowano ją według projektu znanego krakowskiego architekta – Aleksandra Biborskiego. Styl, wystrój oraz detal architektoniczno-rzeźbiarski budynku doskonale wpisuje się w historyzujący nurt, charakterystyczny dla architektury Krakowa u schyłku XIX wieku. 
6 września 1938 roku do Wydziału Budowlanego Zarządu Miejskiego wpłynęło podanie dotyczące adaptacji lokali mieszkalnych na II. piętrze na cele szkolne. Pomieszczenia miały zostać przekształcone na pracownie fizyczno-biologiczne Gimnazjum XX. Pijarów. 12 września zatwierdzono przedstawiony plan.
Kamienica przez wiele lat zmieniała właścicieli, a budynek tracił dawną formę. W 2014 roku doszło do zakupu budynku przez firmy SAO Sp. z o.o. SKA oraz WB Finance, które podjęły się doprowadzeniu go do dawnego blasku.
Za obecny wygląd wnętrz i projekt rewitalizacji budynku odpowiada krakowski architekt — Filip Adamczak.

Elewacja budynku, była jedynym elementem, który został objęty ochroną konserwatorską. Zarówno detale, jak i kolorystykę odtworzono dzięki archiwaliom i przeprowadzonym odkrywkom.  Nawiązania do historii pojawiły się także we wnętrzach budynku. Części wystroju, które się zachowały, udało się odnowić, a te, które zostały zniszczone, starano się zastąpić podobnymi. Części odzyskanych z rozebranych pieców kaflowych użyto z kolei do wykończenia recepcji oraz baru.

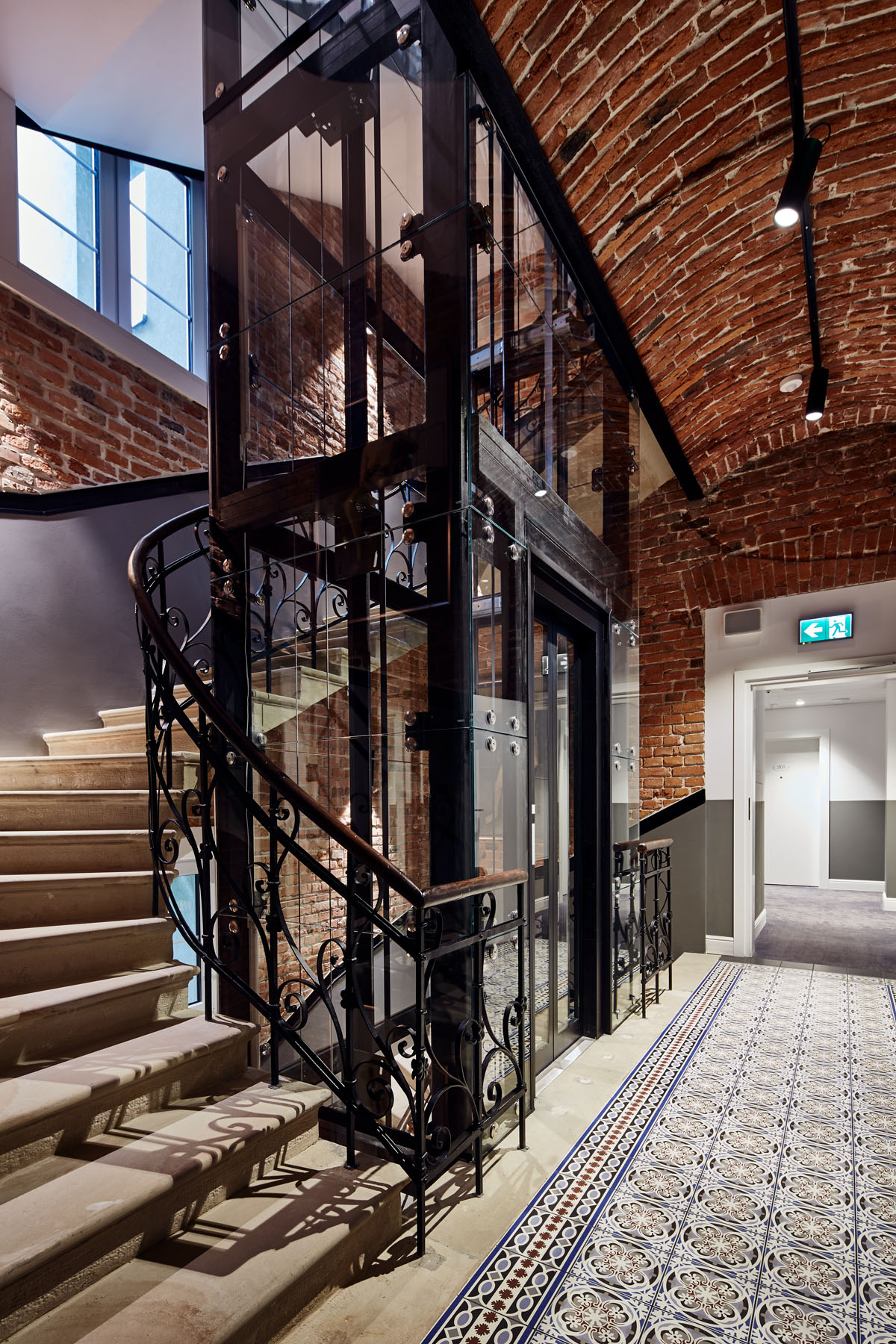
Odrestaurowana klatka schodowa w kamienicy przy ul. św. Filipa 18 w Krakowie.

W budynku zachowano oryginalne detale charakterystyczne dla okresu jej budowy, takie jak mozaika posadzki, kafle starych pieców, drewniane belki stropowe czy wykonana z piaskowca klatka schodowa.

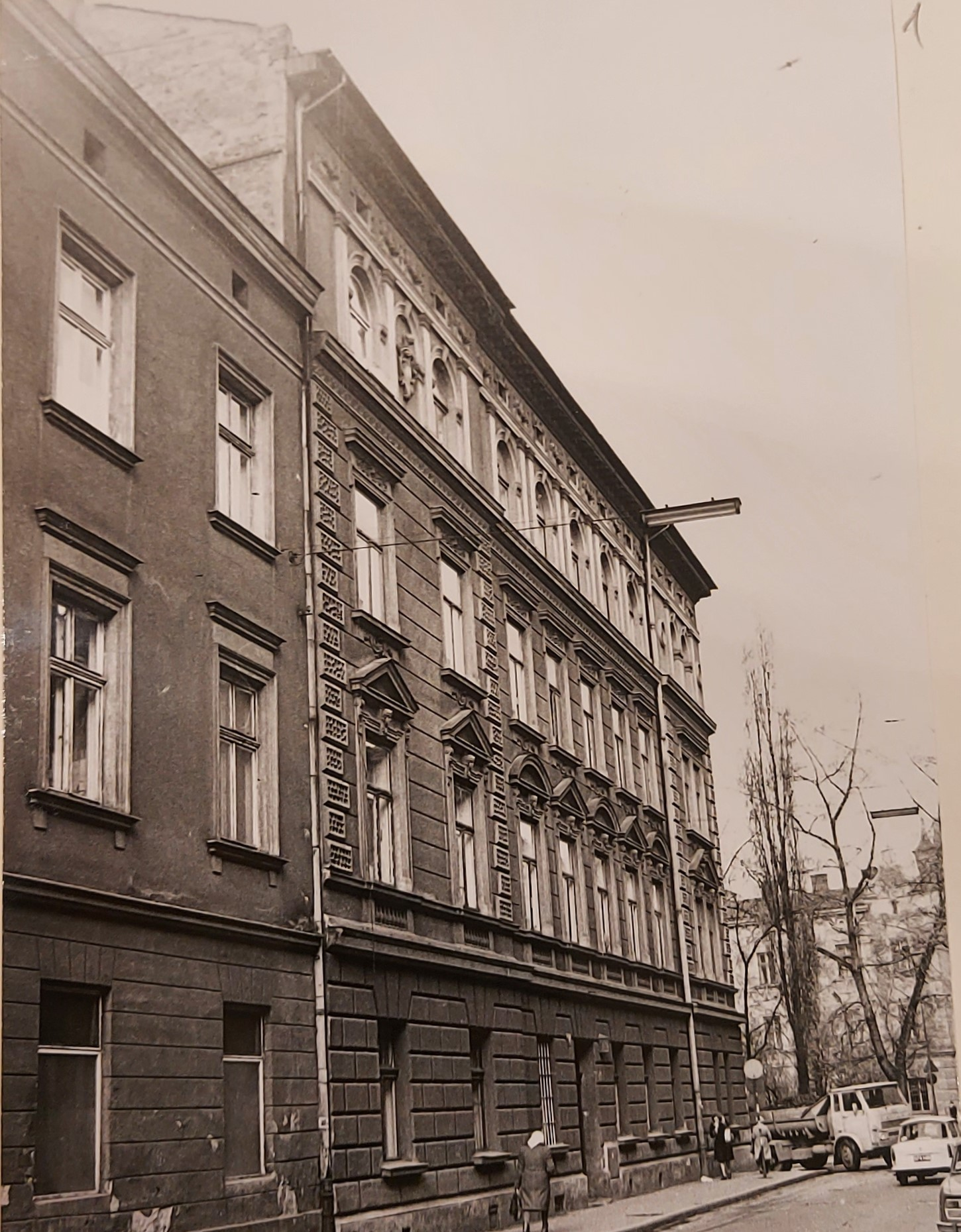
Fasada kamienicy przy ul. św. Filipa 18 - 1978 rok

Ważnym elementem elewacji są widniejące od strony ul. Św. Filipa, na drugim piętrze w partii ryzalitu w stronę Rynku Kleparskiego, odnowione podczas prac rzeźbione popiersia kobiety i mężczyzny, które prawdopodobnie przedstawiają właścicieli fundatorów budynku.
Centralną częścią budynku jest klatka schodowa wykończona kamiennymi stopniami oraz oryginalną, zdobioną poręczą. Odtworzenie jej oryginalnego wyglądu było jednym z priorytetów remontu. Zlokalizowanie windy w centralnym punkcie budynku, ze względów technicznych było dużym wyzwaniem, jednak nadało to nowoczesnego charakteru, a przede wszystkim poprawiło funkcjonalność budynku.

### Wyposażenie architektoniczne[3]

#### Fasada
- dyspozycja oraz wystrój architektoniczny i rzeźbiarski
- brama dwuskrzydłowa z nadświetlem, eklektyczna  wygiętym ślemieniu z dekoracyjną kratą
- stolarka okien profilowana z dekoracyjnym użyciem kolumienki

#### Elewacja tylna
- ganki z kutymi balustradami
- brama wyjścia na podwórze płycinowa, przeszklona barwnymi szybkami

#### Sień
- sklepienie kolebkowe na gurtach
- ceramiczna posadzka dekoracyjna

#### Klatka schodowa
- schody kamienne z kutą balustradą
- profilowana stolarka drzwi dwuskrzydłowych